# ميراي شيدا
ميراي شيدا (باليابانية: 志田未来) هي ممثلة يابانية، ولدت في 10 مايو 1993 في اليابان.

## أعمال

### أفلام
- (2010) آريتي المقترضة[5]
- (2013) مهب الريح[6][7]

## وصلات خارجية
- ميراي شيدا على موقع IMDb (الإنجليزية)
- ميراي شيدا على موقع قاعدة بيانات الفيلم (الإنجليزية)